# Кунашак (метеорит)
Кунаша́к (1949) — каменный метеорит-хондрит общим весом около 200 килограмм (обнаружено 20 фрагментов), упавший 11 июня 1949 года на территории Кунашакского района Челябинской области, СССР.

## Описание
Получил название по имени села Кунашак — районного центра Челябинской области, возле которого был найден. Примерно в 8 часов 20 минут местного времени метеорит пролетел над Свердловском. В Сысерти наблюдалось лёгкое сотрясение почвы. В селе Никольском Сысертского района от воздушной волны выпали стёкла в одном из домов.
Один из фрагментов метеорита упал в озеро Чебакуль, что находится в 50 км к северу от Челябинска. Не стоит путать это озеро с озером Чебаркуль, что располагается в 75 км к ю-з-з от центра Челябинска и куда упал один из фрагментов метеорита Челябинск. В некоторых СМИ ошибочно было принято, что это одно и то же озеро.
На место падения метеорита выезжала экспедиция Горно-геологического института УФАН СССР под руководством ст. н.с. А. Н. Игумнова.